# Langues tamaniques
Les langues tamaniques sont un des sous-groupes de langues austronésiennes  rattachées aux langues malayo-polynésiennes occidentales.
Ces langues sont parlées en Indonésie, sur l'île de Bornéo. Elles se situent dans le Nord-Est du Kalimantan occidental, sur la rivière Kapuas.

## Classification
Malcolm Ross (1995) classe le tamanique comme un de ses groupes du malayo-polynésien occidental. Pour Adelaar les langues tamaniques sont issues d'une migration de population de Sulawesi vers Bornéo et sont liées aux langues sulawesi du Sud, et plus particulièrement au bugis.

## Correspondances
Pour Adelaar (2005), les preuves d'une parenté sont de plusieurs ordres. Dans la phonologie, par exemple, le proto-malayo-polynésien *j devient /s/ dans les deux groupes de langues. Le vocabulaire révèle des mots en commun, par exemple sao maison, en bugis et en embaloh. Enfin les deux groupes de langues possèdent quatre séries de pronoms.

## Liste des langues
Les langues tamaniques sont au nombre de trois :
- embaloh
- taman
- kalis

## Sources
- (en) Adelaar, Alexander, The Austronesian Languages of Asia and Madagascar: A Historical Perspective, The Austronesian Languages of Asia and Madagascar, pp. 1-42, Routledge Language Family Series, Londres, Routledge, 2005,  (ISBN 0-7007-1286-0)